# Sab Shimono
Saburo Shimono (* 31. Juli 1943 in Sacramento, Kalifornien) ist ein US-amerikanischer Schauspieler.

## Leben
Sab Shimono wurde als Sohn der japanischstämmigen Restaurantbesitzer Masauchi und Edith Mary Shimono in Kalifornien geboren. Sein Zwillingsbruder Dr. Jiro Shimono ist Leiter des Delaware Psychiatric Center. Sab Shimono studierte an der University of California, Berkeley. Sab Shimono trat als Theaterschauspieler sowohl am Broadway als auch an regionalen Theatern auf. Eine seiner bemerkenswertesten Filmrollen, die ihn auch im deutschsprachigen Raum bekannt machte, war seine Darstellung des Mr. Kawamura in dem Filmdrama Komm und sieh das Paradies (Come See the Paradise) aus dem Jahr 1990. Sab Shimono wirkte in einer Vielzahl von im deutschsprachigen Raum bekannten Fernsehserien wie Hart aber herzlich oder Die Waltons mit. Sowohl in der englischsprachigen Originalversion von Die Simpsons (The Simpsons), als auch in der Zeichentrickserie Jackie Chan Adventures nahm er eine Sprechrolle wahr. 2009 spielte er den japanischen Milliardär Yoshiro Nishamura in Old Dogs – Daddy oder Deal (Old Dogs) neben John Travolta und Robin Williams. Seit Juni 2008 ist Shimono mit dem Schriftsteller Steve Alden Nelson verheiratet.

## Filmografie (Auswahl)

### Filme
- 1970: Loving
- 1972: Tausend Meilen bis zur Hölle (The Line)
- 1976: Schlacht um Midway (Midway)
- 1978: Ja, lüg’ ich denn? (Rabbit Test)
- 1979: Durch die Hölle nach Westen (How the West Was Won)
- 1982: Wenn er in die Hölle will, laß ihn gehen (The Challenge)
- 1982: Modesty Blaise (Fernsehfilm, Pilotfilm)
- 1985: Tales of Meeting and Parting (Kurzfilm)
- 1986: Gung Ho
- 1987: Blind Date – Verabredung mit einer Unbekannten (Blind Date)
- 1990: Komm und sieh das Paradies (Come See the Paradise)
- 1993: Turtles III (Teenage Mutant Ninja Turtles III)
- 1994: Mord unter Freunden (Murder Between Friends)
- 1994: Shadow und der Fluch des Khan (The Shadow)
- 1994: 3 Ninjas – Kick Back (3 Ninjas Kick Back)
- 1995: Waterworld
- 1997: Paradise Road
- 1998: The Big Hit
- 1999: Life Tastes Good
- 2006: Americanese
- 2008: The Sensei
- 2009: Old Dogs – Daddy oder Deal (Old Dogs)
- 2009: Zero Option

### Fernsehserien
- 1978–1980: M*A*S*H: 2 Folgen
- 1981: Die Waltons (The Waltons)
- 1982: Cagney & Lacey
- 1982: Hart aber herzlich (Fernsehserie, Folge 4.07: Geld macht nicht glücklich)
- 1982: Modesty Blaise (1982)
- 1984: Air Force
- 1985: Airwolf
- 1986–1987: Gung Ho
- 1995: Akte X – Die unheimlichen Fälle des FBI (Fernsehserie, Folge 2.11)
- 1996: Emergency Room – Die Notaufnahme (Emergency Room)
- 2000–2006: Jackie Chan Adventures
- 2005–2006: Avatar – Der Herr der Elemente (The Last Airbender)
- 2007: Two and a Half Men
- 2008: Samurai Girl

## Auszeichnungen
- 1984 CLIO Award: Auszeichnung als Best Actor in a commercial